# Història de l'Imperi Romà d'Orient

Evolució territorial de l'Imperi Romà d'Orient

La història de l'Imperi Romà d'Orient, dit igualment Imperi Bizantí en la seva fase medieval, es remunta a la divisió definitiva de l'Imperi Romà en una meitat occidental i una altra d'oriental a la mort de l'emperador Teodosi I el Gran (r. 379-395). Aquests territoris només eren independents de facto. Els romans de l'època no consideraven que l'Imperi s'hagués dividit en dos estats diferents, sinó que simplement el veien com una única entitat política governada per dues corts imperials diferents per facilitar-ne l'administració. Al llarg del segle v, tant l'Imperi Romà d'Occident com el d'Orient patiren les invasions bàrbares, incloent-hi els atacs dels huns, però Orient es mantingué en peu quan Occident caigué el 476 i assumí la jurisdicció sobre la totalitat de l'imperi.
Malgrat les seves freqüents guerres amb l'Imperi Sassànida, l'Imperi Romà d'Orient no abandonà les seves ambicions de recuperar el territori cedit a Occident, notablement sota Justinià I el Gran (r. 527-565), que reconquerí Àfrica, Itàlia i parts d'Hispània. Tanmateix, la majoria d'aquestes reconquestes foren efímeres. El 602 esclatà una nova guerra entre romans i sassànides, la més devastadora de totes, que també acabaria sent l'última. Tot i que els romans aconseguiren imposar-se el 628, després de 26 anys de conflicte, l'enorme cost humà i econòmic de la guerra deixà els dos imperis en una posició extremament vulnerable davant de la irrupció d'un nou actor en el tauler geopolític, l'expansió de l'islam, que acabà amb la destrucció total de l'Imperi Sassànida i la pèrdua del Llevant, Egipte i Àfrica per l'Imperi Romà d'Orient. Com a reacció a aquests canvis, Heracli (r. 610-641) refongué l'estructura militar i administrativa de l'imperi i establí el grec com a llengua oficial en detriment del llatí.
Els dos segles següents foren un estira-i-arronsa amb els califats islàmics a Anatòlia, en el qual generalment els musulmans solien tenir un avantatge per la seva major capacitat demogràfica i econòmica i per intenses disputes religioses que inflamaven la societat romana. Mentrestant, a la frontera occidental, els llombards reduïen cada vegada més les possessions romanes a Itàlia i les incursions dels eslaus i els búlgars augmentaren la pressió sobre l'Imperi Romà d'Orient als Balcans. A més a més, el dia de Nadal del 800, el papa Lleó III coronà Carlemany com a emperador romà, acció que marcà l'inici d'una gran rivalitat entre el Sacre Imperi Romanogermànic i l'Imperi Romà d'Orient per l'herència de l'antiga Roma.
Sota la dinastia macedònia (segles x i xi), l'Imperi tornà a expandir-se i florir durant el renaixement macedoni. Encara que Nicèfor II Focas i els seus successors, Joan I Tsimiscés i Basili II Bulgaròcton, aconseguiren restaurar l'estabilitat de l'imperi i fins i tot ressituar-lo com a primera potència d'Europa a finals del segle x i principis del segle xi, durant aquest període es consolidaren una sèrie de diferències religioses i polítiques entre l'Occident llatí i l'Orient grec que acabarien desembocant en el Gran Cisma del 1054 entre l'Església Catòlica i l'Església Ortodoxa. Els dos últims segles d'estabilitat s'acabaren amb la caiguda de gran part d'Anatòlia en mans dels turcs seljúcides després de la batalla de Mantziciert (1071), que obrí la porta a l'assentament de la península pels turcs.
A partir d'aquest moment, les relacions amb els estats cristians d'Occident (incloent-hi la Corona d'Aragó) i els esforços per mantenir els turcs a ratlla a Anatòlia dominaren les preocupacions romanes. El crit d'auxili d'Aleix I Comnè (r. 1081-1118) fou el factor desencadenant de les Croades a Terra Santa. A més a més de tenir un paper clau en les Croades, l'Imperi exercí una grandíssima influència cultural i política sobre Europa, l'Orient Pròxim i la conca del Mediterrani. Els emperadors Comnè tingueren un gran ascendent sobre els estats croats d'Ultramar. El contacte entre Constantinoble i l'Occident cristià «llatí», incloent-hi els estats croats, assolí el seu apogeu durant aquest període. Tanmateix, el derrocament de la dinastia dels Comnens i l'oportunisme dels croats desembocaren en el saqueig de Constantinoble per la Quarta Croada, que tenia com a destí inicial Egipte, i la partició dels territoris romans entre estats grecs i llatins en constant rivalitat.
Malgrat que un dels seus estats successors, l'Imperi de Nicea, aconseguí recuperar Constantinoble i restablir l'Imperi Romà d'Orient el 1261, durant els dos últims segles de la seva història no fou més que un dels diversos estats petits que competien per imposar els seus interessos a la regió. Els otomans anaren conquerint els seus territoris restants en el transcurs de les guerres romano-otomanes dels segles xiv i xv. La caiguda de Constantinoble en mans dels turcs el 1453 constituí el punt final de l'Imperi Romà d'Orient. El seu últim estat successor, l'Imperi de Trebisonda, fou conquerit pels otomans vuit anys més tard.